# Вальдаура (станция метро, Барселона)
Вальдаура (кат. Valldaura) — станция Барселонского метрополитена, расположенная на линии 3. Открытие станции состоялось 21 сентября 2001 года в составе участка «Монбау» — «Каньелес». Станция находится в районе Орта округа Орта-Гинардо Барселоны.

## Платформа
Станция имеет островную платформу длиной 100 метров и шириной 8 метров. За оформление платформы отвечал архитектор Манель Санчес.

## Вестибюль
Станция обладает единственным вестибюлем, выходящим на проспект Вальдаура, от коего станция и получила своё название (кат. Passeig Valldaura), в районе его пересечения с улицей Каниго (кат. Carrer del Canigó).